# Pierre Fidèle Bretonneau

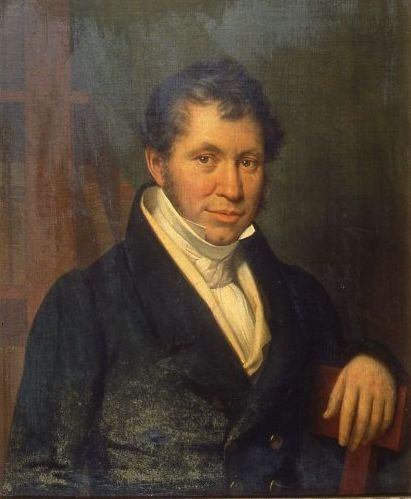
Pierre Fidèle Bretonneau, um 1810

Pierre Fidèle Bretonneau (* 3. April 1778 in Saint-Georges-sur-Cher, bei Tours; † 18. Februar 1862 in Passy, heute zu Paris) war ein französischer Arzt und wirkte als Pathologe und Epidemiologe.

## Leben und Wirken
Pierre Fidèle Bretonneau stammt aus einer seit mehreren Generationen heilkundlich tätigen Familie. Sein Vater Pierre Bretonneau (1741–1811) war Chirurg, maître-chirurgien à Saint-Georges-sur-Cher.
Dieser heiratete seine zweite Frau und Mutter von P.F. Bretonneau die Marie-Élisabeth Lecomte (1744–1814) im Jahre 1776. Sie war die Tochter eines Notars.
Einer seiner Onkel, Jean Bretonneau, war ebenfalls Chirurg von seiner Hoheit Monseigneur Prinz, Son Altesse Monseigneur le Prince Jules Hercule Meriadec de Rohan-Guéméné (1726–1800), Herzog von Montbazon. Ein weiterer Onkel war auch Chirurg in Savonnières.
Man sandte ihn 1795 zum Studium an die École de Santé nach Paris. Während dieses Aufenthaltes in Paris gründete er lebenslange Freundschaften, so mit André Marie Constant Duméril, Guillaume Dupuytren, Augustin Pyramus de Candolle, Louis Benoît Guersant (1769–1828).
Dort besuchte er die klinischen Vorlesungen von Jean-Nicolas Corvisart. Georges Cuvier und Philippe Pinel weckten sein Interesse an den Naturwissenschaften und der Biologie. Er fand in Madame Dupin auf Schloss Chenonceau eine Mäzenin. Nach ihrem Tode im Jahre 1799 kehrte er erneut nach Paris zurück.

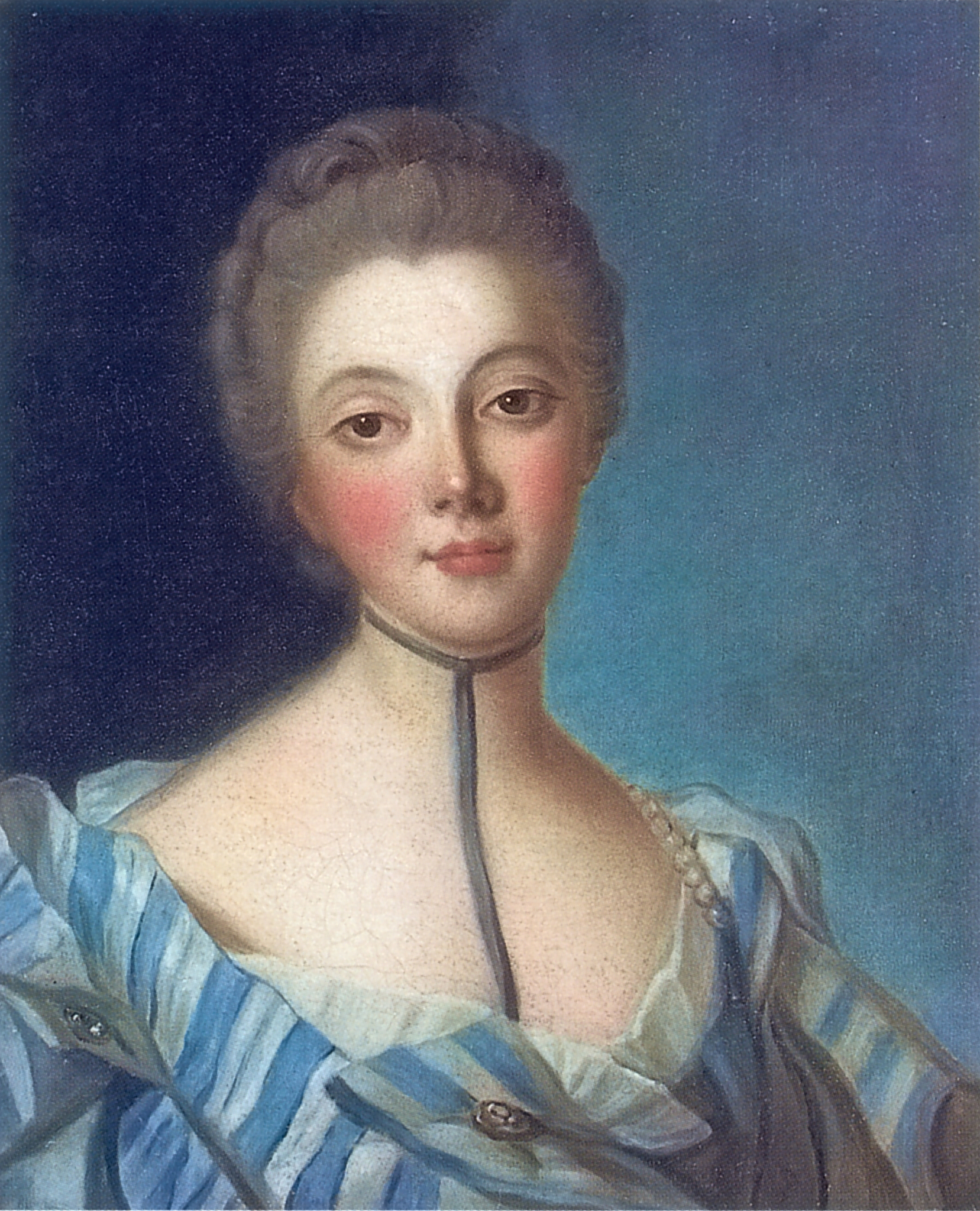
Mäzenin; Madame Claude Dupin (1706–1799) von Jean-Marc Nattier: Porträt im Schloss Chenonceau, vermutlich nach 1733

Nach einem 1801 missglückten Botanik-Examen brach er sein Studium in Paris zunächst ab und wandte sich der militärmedizinischen Ausbildung zu, wurde Officier de Santé in Chenonceaux, und ging nach Tours, wo er erfolgreich ärztlich tätig wurde. Ab 1803 begann er, gegen die Pocken bzw. Pockenepidemie zu kämpfen, mit gutem Erfolg, aufgrund seiner Impfkampagnen. Nach erfolgreichem Abschluss des Militärs beendete er in der Folge auf Anraten und mit der Aussicht auf eine leitende Tätigkeit im Krankenhaus von Tours auch seine akademische Ausbildung mit der Promotion in Paris. Am Samstag, den 7. Januar 1815 verteidigte er seine Dissertation über De l'utilité de la compression, et en particulier, de l'efficacité du bandage de Théden, dans les inflammations idiopathiques de la peau (übersetzt: Über die Nützlichkeit der Kompression und insbesondere die Wirksamkeit der Bandage Théden bei der idiopathischen Entzündung der Haut) und erhielt in Tours die Position eines Chefarztes.
Im Jahre 1838 gab er diese Funktion in Tours auf und widmete sich der Versorgung armer Kranker.
Am 18. Mai 1801, am Place des Vosges in Paris heiratete er Marie Thérèse Adam (1753/1775–1836).
Madame Dupin war ihre Großtante. Als solche erbte Maria Theresia Adam einen Teil des Vermögens von Louise Marie Madeleine Fontaine, der Madame Dupin, darunter ein Gebäude in Paris, das Schloss Chenonceau und eine Domäne. Beide verlegten ihren Lebensmittelpunkt nach Chenonceaux. Er war in der Zeit von 1803 bis 1807 Bürgermeister, maire, von Chenonceaux.

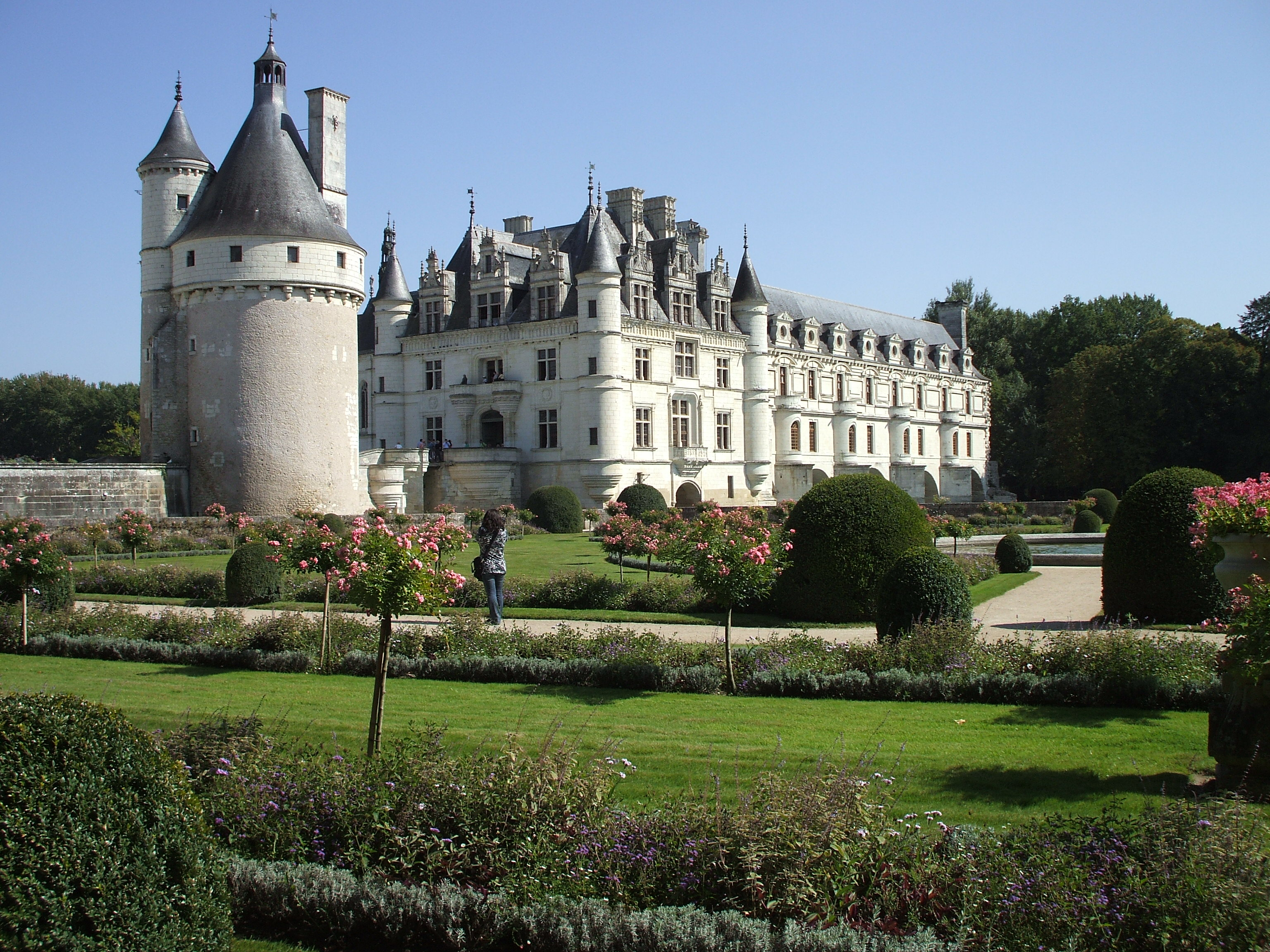
Das Château. Eckansicht nach Westen über die Gartenanlage.

Bretonneau freundete sich mit Pierre-Jean de Béranger an und traf sich regelmäßig im Schloss mit dem ehemaligen Innenminister und Inhaber von Château de Chanteloup, Jean-Antoine Chaptal.

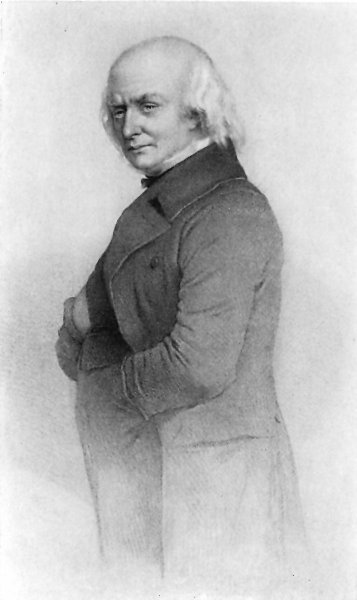
Sein bester Freund Pierre-Jean de Béranger

Um das Jahr 1836 soll er eine außereheliche Beziehung zu Eugenie Meunier (1801–1873) gehabt haben. Im Jahre 1856 heiratete er zum zweiten Male: Sophie Moreau, Comtesse Clary (1837–1918). Sie war die Nichte eines ehemaligen Schülers Jacques-Joseph Moreau.
Bretonneau war ein Vertreter der Pariser Schule der Klinischen Medizin. Bretonneau vertrat, anders als Xavier Bichat, die Auffassung, dass man Entzündungen nicht nur im Hinblick auf den Gewebetypus, sondern auch im Hinblick auf spezifische Ursachen unterscheiden könne. Er beschrieb die Diphtherie, die früher auch als „Bretonneau-Krankheit“ bezeichnet wurde. Die Bezeichnung der Erkrankung als Diphtherie fand durch ihn mit seiner klassischen Beschreibung im Jahre 1826 Eingang in die medizinische Nomenklatur. Bretonneau nannte sie diphtheritis. Zwischen dem Jahre 1818 bis 1820 war es in Tours zu einer Diphtherie-Epidemie gekommen. Bretonneau analysierte das Krankheitsbild gründlich. Er beschrieb die typischen Pseudomembranen der Schleimhäute, welche in der Folge zur Atemnot, croup und zum Tode führen konnten. Er zeigte, das es unabhängig von der Lokalisation der Diphtherie-Infektion zu generalisierten toxischen Symptomen kam; sie wurden von ihm als Ausdruck der diphtheriespezifischen Entzündung interpretiert.
Bretonneau wendete zur symptomatischen Therapie die Tracheotomie (Luftröhrenschnitt) an. Nach zwei frustranen Eingriffen beim Menschen und einer geglückten Operation am Hund, gelang es ihm, im Jahre 1825, einen erfolgreichen Eingriff an einem vier Jahre alten diphtheriekranken Mädchen durchzuführen.
Sein Vorgehen bei diphtherischen, stridorösen Atemwegshindernissen des oberen Respirationstraktes durch Tracheotomie wurde von einigen Pariser Hospitalärzten übernommen, so Armand Trousseau. Er etablierte die Tracheotomie zum Standard bei einem komplizierten Verlauf dieser Erkrankung. Im Jahre 1852 führte der Bretonneau-Schüler Armand Trousseau insgesamt 169 Tracheotomien durch, 158 davon beim croup, und 11 für chronische Krankheiten des Kehlkopfes.
Bretonneau hegte, in der vor-bakteriologischen Ära, schon den Verdacht das die Diphtherie durch z. B. das gemeinsame Benutzen von Trinkgefäßen weitergegeben wird.
Ferner beschäftigte er sich mit der Typhus-Erkrankung, so obduzierte er die Verstorbenen einer Typhus-Epidemie der Jahre 1818 und 1819. Dabei entdeckte er wichtige Aspekte der Pathologie dieser Krankheit, so etwa die Läsionen im Dünndarm (Zerstörung der Peyer-Plaques im Dünndarm) und er nannte diese Läsionen syndrome de dothiénentérie.
Ein weiterer Schüler war Alfred-Armand-Louis-Marie Velpeau ein französischer Anatom und Chirurg.
Bretonneau war eine vielseitig interessierte Persönlichkeit, er konstruierte technische Geräte, etwa Barometer und Thermometer, und experimentierte mit Endoskopen. Er führte Naturbeobachtungen durch, etwa an Bienen und Ameisen und pflegte einen eigenen botanischen Garten.
Seit 1835 war er korrespondierendes Mitglied der Académie des sciences.
Nach ihm wurde das Pariser Hôpital Bretonneau benannt. Sein Grab befindet sich auf dem Friedhof Saint-Cyr-sur-Loire in der Nähe von Tours.

## Schriften (Auswahl)
- De l'utilité de la compression, et en particulier, de l'efficacité du bandage de Théden, dans les inflammations idiopathiques de la peau. Universite de Paris. Faculté de Medicine, 1815.
- Des inflammations spéciales du tissu muqueux, et en particulier de la diphthérite. Crevot, Paris 1826.